# Fritz Benedum
Fritz Benedum (* 20. Februar 1902 in Kusel; † 25. Dezember 1965 ebenda) war ein deutscher Arbeiter und Politiker (KPD).

## Leben und Wirken
Fritz Benedum besuchte die Volksschule in Kusel. Danach verdiente er seinen Lebensunterhalt als Textilarbeiter. Er war seit 1923 verheiratet.
Während des Ersten Weltkrieges schloss Benedum sich der Unabhängigen Sozialdemokratischen Partei Deutschlands (USPD) an. 1919 wechselte er in die Kommunistische Partei Deutschlands (KPD). Für diese gehörte Benedum von November 1932 bis März 1933 als Abgeordneter für den Wahlkreis 27 (Pfalz) dem Reichstag in Berlin an. Daneben saß er seit 1928 im Bezirkstag und seit 1929 im Stadtrat von Kusel. Außerdem war er Mitglied des Metallarbeiterverbandes.
Nach der Machtübertragung an die Nationalsozialisten wurde Benedum am 5. März 1933 erneut ins Parlament gewählt, konnte sein Mandat jedoch wie alle KPD-Abgeordnete nicht mehr wahrnehmen. Im Frühjahr 1933 emigrierte er ins Saargebiet. Auf Anordnung der KPD kehrte Benedum am 8. Juni 1933 ins Deutsche Reich zurück, wurde jedoch unmittelbar nach seiner Ankunft festgenommen und für gut einen Monat in „Schutzhaft“ gehalten. Im September 1939 wurde er erneut verhaftet und bis Januar 1940 im KZ Buchenwald festgehalten. Von 1942 bis 1945 wurde er zur Wehrmacht rekrutiert.
Nach der Befreiung war Benedum ab 1946 Mitglied der KPD-Kreisleitung und Kreistagsabgeordneter für Kusel. 1948 wurde er in den Stadtrat von Kusel gewählt. 1950 trat Benedum zur titoistischen Unabhängigen Arbeiterpartei Deutschlands (UAPD) über.